# Mural Buen Día de Juandrés Vera en Fuenlabrada (Madrid)

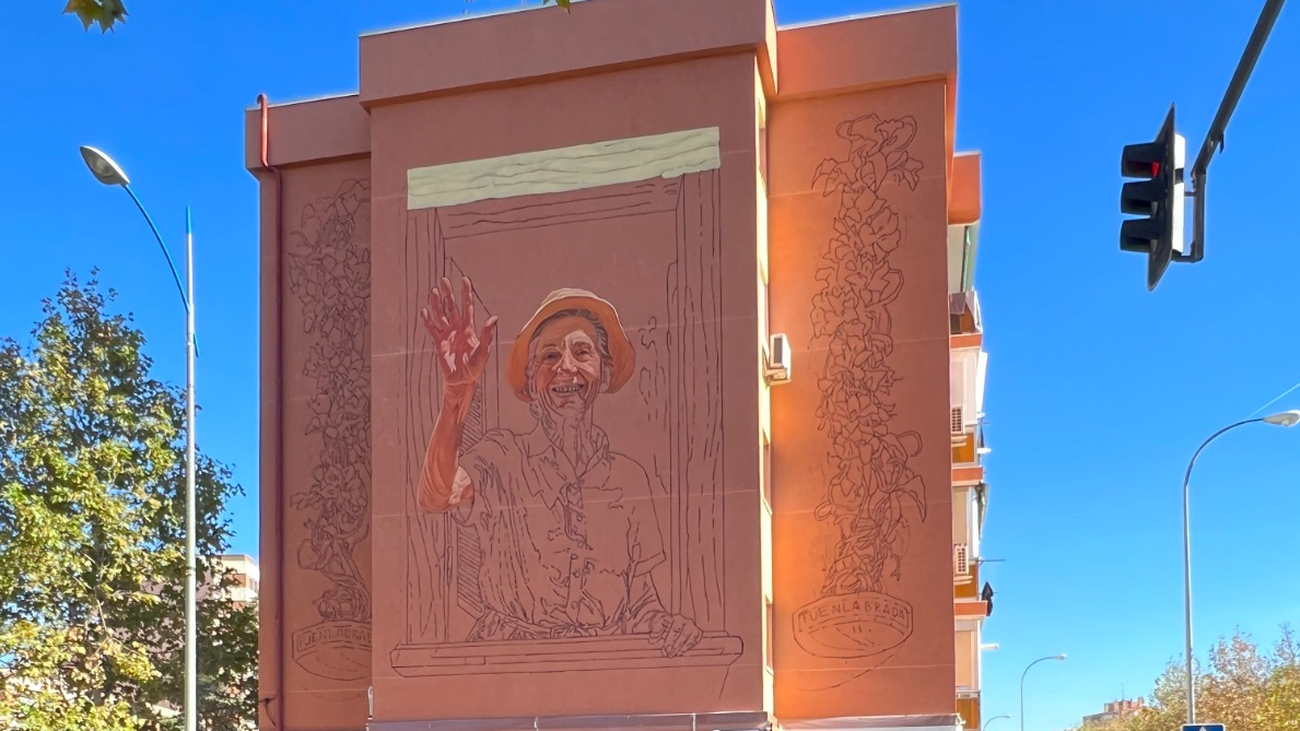
Imagen del mural durante su realización

El mural "Buen día" es una obra hiperrealista realizada en una de las fachadas de un edificio de viviendas sito en el cruce entre la calle Francia y la Avenida de Europa de la localidad madrileña de Fuenlabrada.  
Representa una gran sonrisa en el rostro amable de una mujer. Una señora mayor con sombrero se asoma a la ventana para desear “Buen día” a todas las personas que pasan por la confluencia de la calle, muy cercana al Hospital de Fuenlabrada y al Campus de la Universidad Rey Juan Carlos. 
La obra fue inaugurada el mes de noviembre de 2023, y se incorpora al Museo de Arte Urbano (MAUF) de Fuenlabrada.

## El autor
Juandrés Vera es un pintor, dibujante, escenógrafo, ilustrador y madonnaro mexicano originario de la ciudad de Monterrey, Nuevo León, México. Reside en Barcelona (España).
El mural "Buen día" es un trabajo hiperrealista de este autor, que anteriormente ha triunfado a nivel internacional como uno de los máximos exponentes de la pintura anamórfica de calle, también conocido como distorsiones en 3D y que obtuvo un récord Guinness mundial dirigiendo un proyecto de pintura sobre pavimento en Holanda de 140 m de longitud.

## ElMAUF (Museo de Arte Urbano de Fuenlabrada)
El compromiso de Fuenlabrada con el arte, y con la cultura en general dura más de veinte años. Durante todo este tiempo el arte y la cultura han sido muy responsables de la transformación de Fuenlabrada, convirtiéndose en elemento integrador, igualador y democratizador de la sociedad.
Bajo el lema de CIUDAD VIVA, se quiere sacar el Arte de los espacios expositivos como forma de mezclar las artes figurativas con los elementos urbanísticos cotidianos de Fuenlabrada, uniendo arte y sociedad y embelleciendo la ciudad a través de sus calles, plazas y espacios públicos con esculturas, murales, fuentes y rincones decorados transformando la ciudad. 